# Luise Westkirch

Luise Westkirch

Luise Westkirch (geboren 8. Juli 1853 in Amsterdam; gestorben 11. Juli 1941 in München) war eine deutsche Lehrerin und Schriftstellerin.

## Leben
Sie wurde als die Tochter deutscher Eltern in Amsterdam geboren, wo ihr Vater, Johann Rudolph Westkirch, ein großes Tuchgeschäft betrieb. Im Jahre 1856 kehrte sie mit den Eltern nach Deutschland zurück und lebte im Schloss Kleinniedesheim, einer Besitzung des Vaters in der bayerischen Pfalz. In der Novelle Der Bürgermeister von Immelheim werden Kleinniedesheimer Begebenheiten geschildert. Nach dem frühen Tod des Vaters zog die Familie 1861 nach Mainz, später nach Wiesbaden. Hier besuchte Luise Westkirch die Schulen, in Wiesbaden ließ sie sich zur Lehrerin ausbilden und legte dort das Lehrerinnenexamen ab. Von 1872 an war sie Lehrerin in Hannover und widmete sich daneben der Arbeit als Schriftstellerin. Ihr erster Roman erschien in der Familienzeitschrift Daheim. Sie war Mitarbeiterin bei den führenden Unterhaltungszeitschriften ihrer Zeit, z. B. bei Nord und Süd, der Deutschen Revue, Der Bär, und der Gartenlaube. Als Autorin von ca. 50 Erzählungen und Romanen war sie über 60 Jahre lang schriftstellerisch tätig und erreichte eine breite Leserschaft. Ihr Werk umfasst Frauenromane, sozialkritische Werke, Heimatromane, Kriminalromane und historisch-vaterländische Romane.
Sie wurde für ihre Novelle Der rote Schal mit dem Ehrenpreis der Wiener Allgemeinen Zeitung ausgezeichnet.

## Luise-Westkirch-Weg

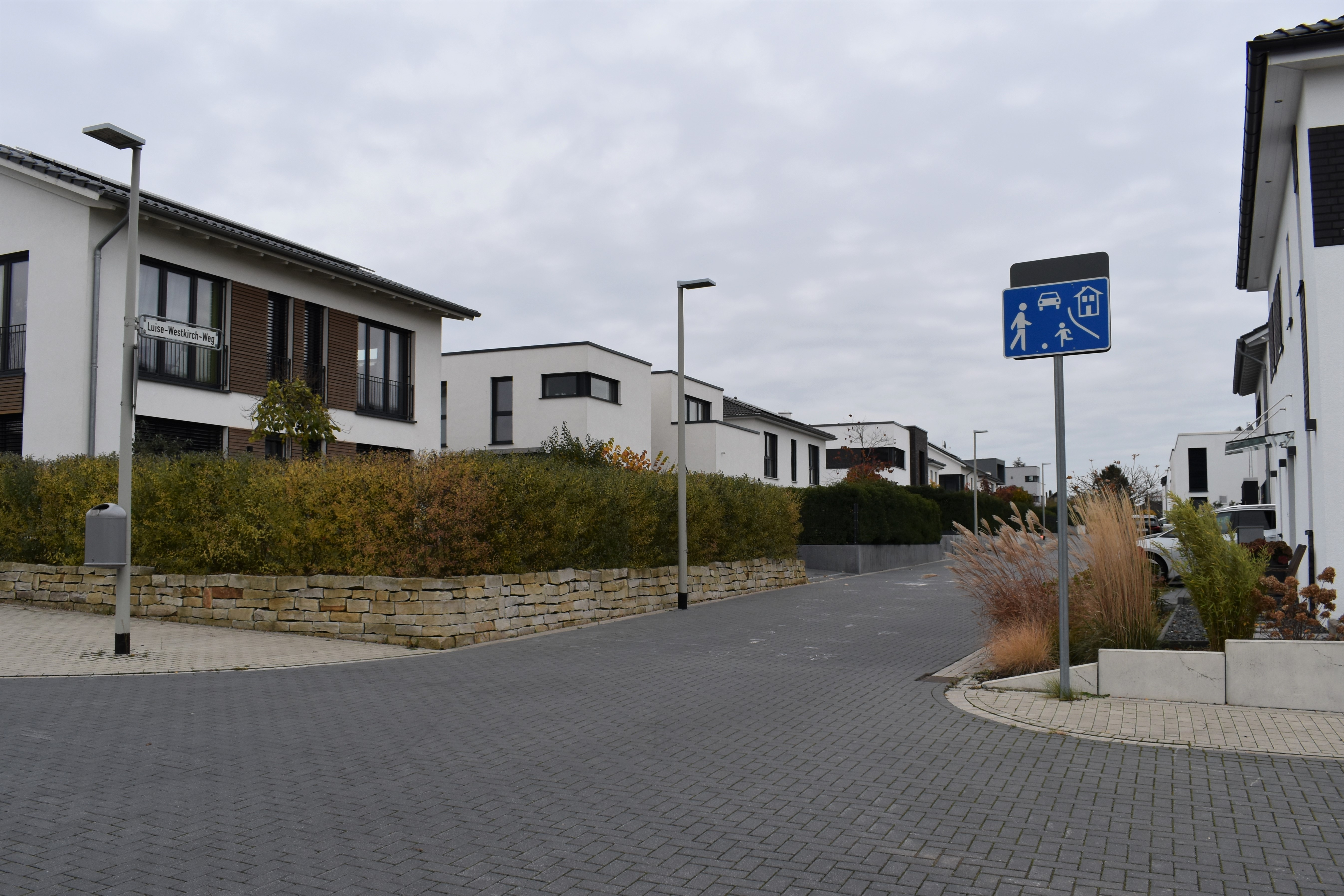
der Luise-Westkirch-Weg im Stadtteil Hannover-Wettbergen

Die Stadt Hannover hat 2011 den Luise-Westkirch-Weg im Stadtteil Wettbergen „nach der Verfasserin zahlreicher sozialkritischer Romane“ benannt.

## Werke
- Ein Familienzwist. Kiepert & von Bolschwing, Freiburg i. Br. 1885
- Rauch. Sechs Novellen aus dem Alltagsleben. Duncker, Berlin 1888
- Die Basis der Pyramide und andere Novellen. Duncker, Berlin 1891
- Er soll dein Herr sein. Schorer, Berlin 1893
- Novellen. (Sonnenstrahl, Erzählung. – Eine aus dem Volk, Erzählung. – Eine aus der alten Zeit. – Verstreute Funken. – Denn Euch ist heute das Heil geboren.) Schorer, Berlin 1893
- Aus dem Hexenkessel der Zeit. Frauenschuld und Frauengröße. Verlag des Vereins der Bücherfreunde, Berlin 1894
- Streber. List, Leipzig 1895
- Ein moderner Märtyrer. Trevendt, Breslau 1896
- Unter dem Eise und andere Geschichten. Reclam, Leipzig 1897
- Ein Studentenehe. 2 Bände. Reclam, Leipzig 1898 (Digitalisat).
- Los von der Scholle. Roman in zwei Bänden. Lutz, Stuttgart 1899
- Junker Freds Roman. Deutsche Verlags-Anstalt, Stuttgart 1901
- Urschels Fundgut. Reclam, Leipzig 1901
- Jenseits von Gut und Böse. 2 Bände. Reclam, Leipzig 1902
- Geschichten von der Nordkante. Engelhorn, Stuttgart 1903 (Digitalisat). Neuausgabe Hofenberg, Berlin 2018, ISBN 978-3-7437-2648-2.
- Um ein Liebesglück. Schall, Berlin 1903
- Loreley. Janke, Berlin 1903
- Das Recht der Liebe und zwei andere Novellen. Reclam, Leipzig 1904
- König Haß. Union, Stuttgart 1904
- Unter Schwarzwaldtannen. Union, Stuttgart 1904
- Die grosse Klippe. Novellen. Hillger, Berlin 1906
- Die Gletschermühle. Reclam, Leipzig 1906
- Kains Entführung. Deutsche Buchwerkstätten, Dresden 1906
- Auf der Menschheit Höhen. Reclam, Leipzig 1907
- Der Marquis von Weyermoor. Concordia, Berlin 1908
- Wenn die Masken fallen und andere Erzählungen. Hesse, Leipzig 1909
- Timm Bredenkamps Glück. Reclam, Leipzig 1909
- Erzählungen und Novellen. 2 Bde. Reclam, Leipzig 1909
- Zwischen Abend und Morgen. Schauspiel in einem Akt. Theaterverlag, Berlin 1909
- Niedersächsische Leute. Moeser, Leipzig 1909
- Der Bürgermeister von Immelheim und andere Novellen. Leipzig: Reclam 1911.
- Im deutschen Versailles. Seyfert, Dresden 1911
- Im Teufelsmoor. Union, Stuttgart 1911
- Der Knecht von Wörpedamm. Reclam, Leipzig 1912
- Der Staatsanwalt. Union, Stuttgart 1912
- Schauspieler des Lebens. Grethlein, Leipzig 1912
- Der Franzosenhof. Seyfert, Dresden 1913
- Nach dem Sündenfall und andere Novellen. Reclam, Leipzig 1915
- Diebe. Novelle. Reclam, Leipzig 1916 (Vorlage für den Film Die Gesunkenen aus dem Jahr 1926)
- Schmetterlinge auf See. Hillger, Berlin 1916
- Wie Ulrich Urban einen Schatz fand. Hillger, Berlin 1917
- Gretchens Liebhaber. Hillger, Berlin 1917
- Ein deutscher Barbar. Reclam, Leipzig 1917
- Jan im Moor. Uhlmann, Siegmar-Chemnitz 1919
- Das Stahlbad. Hillger, Berlin 1919
- Das Gespensterschloß. Union, Leipzig 1920
- In der Joachimsklamm. Erzählung. Schriftenvertriebsanstalt, Berlin 1920
- Der Brand von Bovensen. Hillger, Berlin 1920,Digitalisat der Deutschen Nationalbibliothek
- Der Mut zum Leben. Rotbarth, Leipzig 1920. Digitalisat der Deutschen Nationalbibliothek
- Das Licht im Sumpf. Reclam, Leipzig 1921
- Das Ostermahl zu Grosseto. Episode aus dem Leben des Hohenstaufenkaisers Friedrichs des Zweiten. Hachmeister & Thal, Leipzig 1922
- Der Mann mit der Maske. Union, Stuttgart 1923
- Der große Schlag. Hamel, Berlin 1924.Digitalisat der Deutschen Nationalbibliothek
- Jenseits von Gut und Böse. 2 Bände. Reclam, Leipzig 1924
- Die Fortuna von Praeneste. Reclam, Leipzig 1926.Digitalisat der Deutschen Nationalbibliothek
- Wenn Liebe spricht ... Janke, Berlin 1926
- Der verlorene Sohn. Reclam, Leipzig 1927
- Moorbrand. Union, Stuttgart 1928
- Lämmer und Geier. Union, Stuttgart 1929
- Die Kornmuhme. Union, Leipzig 1931
- Der Einsiedler auf Westeroog. Union, Stuttgart 1932
- Helge Nedderkopps Ehe. Union, Stuttgart 1933
- Der Schmied von Ellermoor. Union, Stuttgart 1934
- Der Soldat von Heisterbusch. Union, Stuttgart 1935
- Der Tag des Gerichts. Union, Stuttgart 1937
- Heidekraut und Birkenbusch. Union, Stuttgart 1937
- Liebe. Union, Stuttgart 1940
- Der Todfeind. Kriminalroman. Paetel, Berlin 1940